# Savonnières en pays Toulois
Pour les articles homonymes, voir Savonnières (homonymie).
Savonnières était un palais carolingien important.

Le père Benoît Picart en parle ainsi dans son histoire du diocèse de Toul en 1707 :
«.SAVONIERES En latin Saponaria à une lieue de la ville de Toul , eſt mis par l’auteur de la diplomatique entre les maiſons roïalles , & le terrain , où le palais fut bâti , s’appelle encore aujourd’hui la fâle. On y voit plus qu’une petite égliſe ſous l’invocation de S. Michel archange, laquelle étoit la paroiſſe de S. Germain ſur Meuſe. Il s’eſt tenu à Savonières deux conciles, l’un en 859. & l’autre en 862...»

## Situation
- Saponariae[4], sous les romains, était situé à deux kilomètres au Sud-Ouest de Foug, dans l'actuel département de Meurthe-et-Moselle.
- Sur la voie romaine qui reliait Tullum (Toul) à Durocortoro (Reims) et qui passait par Choloy-Ménillot, Savonnières, Trévia (aujourd'hui Saint-Germain-sur-Meuse), Sauvoy, Reffroy, Boviolles, Naix-aux-Forges (Nasium), le site de Caturices (Bar-le-Duc), Ariola (aujourd'hui La Vadivière, commune de Possesse), Hameau de La Grande-Romanie (commune de Somme-Vesle), T(F)anomia (oppidum de la Cheppe).

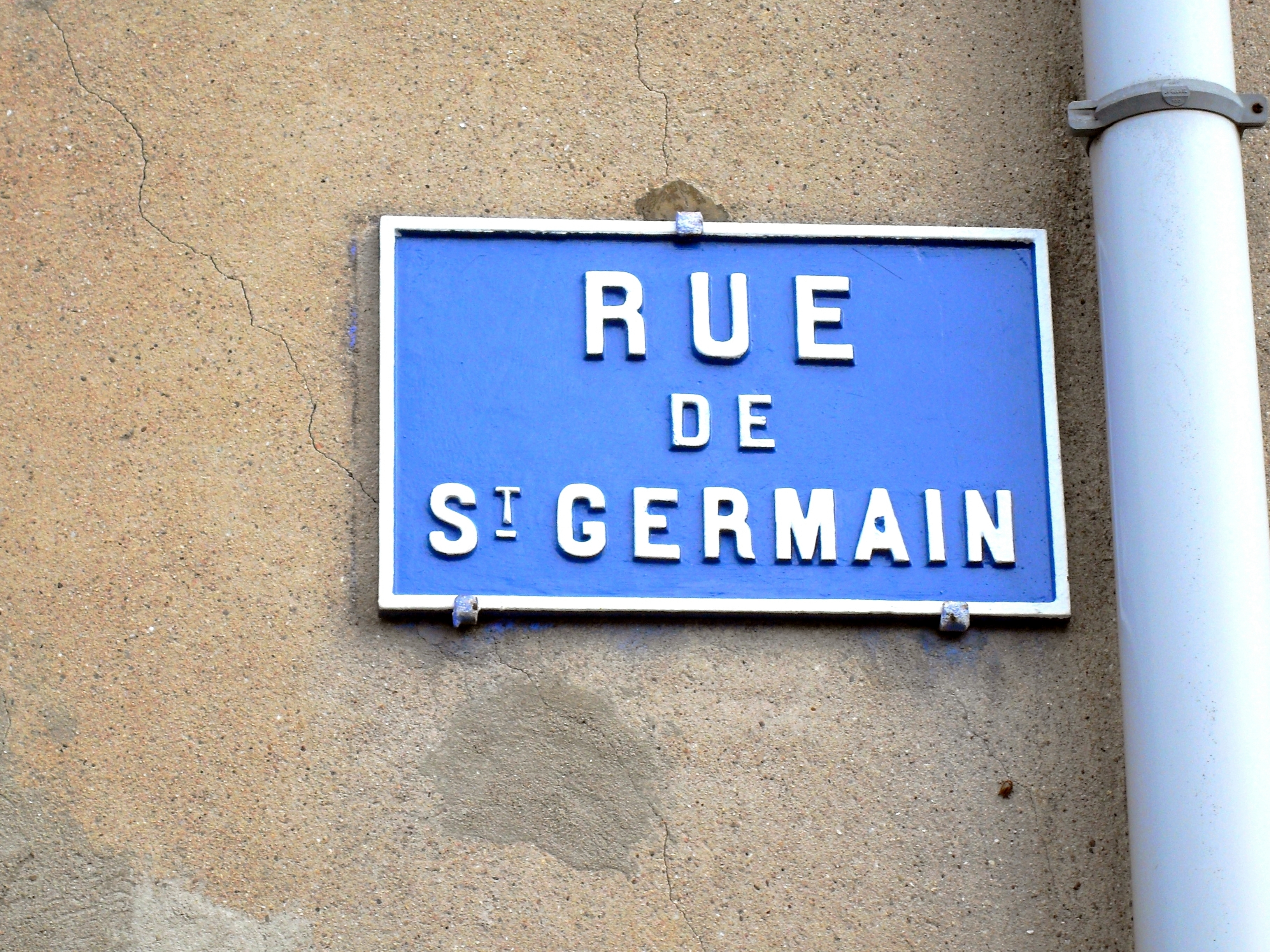
plaque de la rue de Saint-Germain à Foug

La rue de Foug qui mène à la Savonnières s'appelle "rue de Saint-Germain", ce qui témoigne de l'existence passée d'une liaison directe entre les deux villages, via Savonnières.
La ferme de Savonnières se trouve dans une très large vallée qui est l'ancienne vallée de la Moselle laquelle se jetait autrefois dans la Meuse, avant de modifier son cours, au début de l'ère quaternaire, pour se diriger vers la Meurthe. Il en subsiste une zone marécageuse, dénommée Val de l'Asne-Vallée de l'Ingressin, à l'emplacement de l'ancien lit de la rivière, où coule aujourd'hui le ruisseau Ingressin.

## Les conciles de Savonnières
Deux conciles s'y tinrent au IXe siècle :
- En 859, pour assurer une paix durable entre les trois rois descendant de Charlemagne, Charles le Chauve, Lothaire II de Lotharingie et Charles de Provence.
- En 861, pour traiter du mariage de Lothaire avec Waldrade.